# Sikandra Rao
Sikandra Rao is een stad en gemeente in het district Hathras van de Indiase staat Uttar Pradesh. 

## Demografie
Volgens de Indiase volkstelling van 2001 wonen er 38.485 mensen in Sikandra Rao, waarvan 52% mannelijk en 48% vrouwelijk is. De plaats heeft een alfabetiseringsgraad van 46%. 